# Palmîrivka, Peatîhatkî
Palmîrivka (în ucraineană Пальмирівка) este localitatea de reședință a comunei Palmîrivka din raionul Peatîhatkî, regiunea Dnipropetrovsk, Ucraina.

## Demografie
Componența lingvistică a localității Palmîrivka
     Ucraineană (92,02%)
     Rusă (5,25%)
     Alte limbi (1,55%)
Conform recensământului din 2001, majoritatea populației localității Palmîrivka era vorbitoare de ucraineană (92,02%), existând în minoritate și vorbitori de rusă (5,25%) și armeană (1,17%).